# Jerry García Acoustic Band
Jerry Garcia Acoustic Band est un groupe formé par Jerry Garcia des Grateful Dead qui s'est produit en public en 1987-1988. Les enregistrements de deux de ces concerts ont été publiés comme albums Live.

## Histoire du groupe
Jerry Garcia, Sandy Rothman (en) et David Nelson avaient déjà joué ensemble en 1964 dans un groupe de bluegrass : The Black Mountain Boys,, ; ils ont fondé le Jerry Garcia Acoustic Band en 1987, avec à la contrebasse John Kahn, un partenaire de prédilection de Jerry Garcia  et le violoneux new-yorkais Kenny Kosek, introduit par Sandy Rothman (en).
La formation a fait sa première apparition publique au Fillmore le 17 mars 1987,. Le Jerry Garcia Acoustic Band s'est ensuite produit au Lunt-Fontanne Theatre pendant deux semaines puis au Warfield à San Francisco et au Wiltern Theatre. Ils ont joué lors du concert Electric on the Eel, au Cotati Cabaret (un club du comté de Sonoma, en Californie) et au Frost Amphitheater de l'université Stanford.

## Membres du groupe
- Jerry Garcia - guitare, chant
- David Nelson - guitare, chant
- Sandy Rothman (en) - mandoline, banjo, chant
- John Kahn - basse
- Kenny Kosek - violon
- David Kemper - batterie

## Discographie

### Jerry Garcia Acoustic Band
- Almost Acoustic  Concensus Reality / GD Merchandising 4005 Decembre 1988[8]
- Ragged but Right (en) Grateful Dead Records 2010[9]

### Jerry Garcia Band & Jerry Garcia Acoustic Band
- Pure Jerry: Lunt-Fontanne, New York City, October 31, 1987 – two CDs by the Jerry Garcia Band and two CDs by the Jerry Garcia Acoustic Band – 2004
- Pure Jerry: Lunt-Fontanne, New York City, The Best of the Rest, October 15–30, 1987 – two CDs by the Jerry Garcia Band and one CD by the Jerry Garcia Acoustic Band – 2004
- On Broadway: Act One – October 28th, 1987 (en) – two CDs by the Jerry Garcia Acoustic Band and one CD by the Jerry Garcia Band – 2015
- Electric on the Eel (en) – six CDs by the Jerry Garcia Band and one CD bonus disc by the Jerry Garcia Acoustic Band – 2019[10]